# Siemens SL45
Siemens SL45 là điện thoại di động đầu tiên với bộ nhớ mở rộng và máy chơi nhạc MP3, xuất hiện vào năm 2001. Một phiên bản nâng cao, SL45i, cũng là điện thoại đầu tiên có Máy ảo Java.

## Các phiên bản
Siemens SL45 có ba phiên bản:
- Siemens SL45 - bản chính, với thẻ nhớ 32 MB, trạm đồng bộ hóa và tai nghe stereo kèm theo.
- Siemens SL42 - một phiên bản rẻ hơn sau này, với thẻ nhớ 16 MB,không có đồng bộ hóa và tai nghe.
- Siemens SL42e - phân phối bởi Orange.
- Siemens SL45i - một phiên bản có phần sụn mới hỗ trợ Java, và có thời lượng pin khỏe hơn.
- Siemens 6688/ 6688i /6686i - một phiên bản của SL45 dành riêng cho thị trường Trung Hoa.

Những chiếc máy này có các bộ phận điện tử giống nhau, và phần sụn của SL45i có thể cài đặt vào SL42 và SL45, như vậy có thể nâng cao chức năng của chúng với máy ảo Java.
Hình ảnh Siemens SL45

## Các chức năng và đặc tính
Kích thước vật lý
- Kích thước: 105 mm × 46 mm × 17 mm
- Nặng: 88 g

Bộ xử lý
- Siemens/Infineon C166
  - 13 MHz khi làm các tác vụ chuẩn và chơi nhạc MP3
  - 26 MHz khi chạy Java MIDLET

Pin
- Li-Ion 540 mAh (SL42 và SL45)
  - lên tới 170 giờ khi nghỉ
  - khoảng 5 giờ chơi nhạc
  - lên tới 240 phút đàm thoại
- Li-Ion 650 mAh (SL45i)
  - lên tới 230 giờ khi nghỉ
  - lên tới 330 phút đàm thoại

Giao tiếp
- băng tần đôi GSM: EGSM 900 MHz / GSM 1800 MHz
- Hỗ trợ gửi và nhận SMS
- WAP 1.1 qua CSD
- Chức năng CLIP
- hỗ trợ gọi hội thoại

Bộ nhớ
- Khe cắm thẻ MultiMediaCard
- Thẻ 32 MB đi kèm (SL45 và SL45i)
- Thẻ 16 MB đi kèm (SL42)
- Có thể cắm thẻ lên tới 2GB

Hiển thị
- đồ họa đơn sắc, 101 x 80 điểm ảnh
- màn hình 7 dòng
- đèn nền màu da cam

Âm thanh
- Nhạc chuông đơn âm
- 39 nhạc chuông chuẩn
- cho phép thêm 3 nhạc chuông ở bộ nhớ trong
- soạn nhạc chuông
- nghe nhạc chuông dạng MIDI từ thẻ nhớ
- Nghe nhạc kỹ thuật số MP3 với hỗ trợ thẻ ID3, chỉ qua tai nghe
- lời ghi hội thoại và lời ghi thông náo

Các chức năng khác
- Quản lý thông tin cá nhân
- sổ địa chỉ và sổ điện thoại lưu được 500 mục (cộng thêm 50 chỉ mục trên SIM)
- chức năng ngày và giờ
- đồng hồ báo thức, lịch nhắc việc
- máy tính
- Hệ thống soạn thảo theo phương thức T9
- Báo động rung
- cho phép thêm vào 7 cấu hình riêng biệt cho âm thanh/rung
- gọi nhanh
- gọi bằng giọng nói
- bộ lọc cuộc gọi
- 4 trò chơi đi kèm
- 3 ngôn ngữ đi kèm + tệp ngôn ngữ lưu trên thẻ nhớ
- Chức năng Java (chỉ dành cho firmware của SL45i)
  - Hỗ trợ J2ME/MIDP
  - Các phần mở rộng tư hữu của Siemens

Làm việc cùng máy tính
- Cổng Serial (COM)
- Cổng hồng ngoại IrDA
- Đồng bộ hóa với Microsoft Outlook

## Phê phán
Dòng SL45 là một mẫu điện thoại chuyên nghiệp và nó có giá rất cao khi ra mắt. Nó vài lần bị chỉ trích bởi các lỗi, đặc biệt là nếu gửi quá nhiều tin SMS có thể làm cho máy bị treo - có rất nhiều lỗi đã được biết đến trong chế độ báo động rung, hoặc nút điều khiển chơi nhạc MP3 bên cạnh ngừng hoạt động khi máy bị rơi.

## Firmware
SL42, SL45 và SL45i sử dụng chung các thành phần điện tử, và firmware có thể thay đổi lẫn nhau. Nó có thể nâng cao chức năng của SL42 và SL45 với hỗ trợ Java. Liên hệ đến cấu trúc đơn giản của firmware, và việc dễ dàng cài đặt các phiên bản firmware mới (cáp serial kèm theo là phù hợp) dẫn đến rất nhiều phiên bản mới của firmware (các bản vá) có mặt trên Internet. Các phiên bản này sửa lỗi phần mềm, thay đổi đồ họa điện thoại, hoặc kể cả thêm vào các chức năng mới như tái cấu trúc bàn phím, gọi điện hình ảnh, hoặc thông tin chi tiết về pin.

## Nền tảng người dùng
Như đã nói ở trên về việc firmware được nâng cao, sự có mặt của rất nhiều chương trình Java sau này tăng thêm nhiều chức năng (ví dụ, gửi tin nhắn SMS dài, đọc e-book, xem video, và trình khách e-mail), chức năng nghe nhạc MP3 và khe cắm thẻ nhớ, và cũng công bằng cho giá của nó sau vài năm ra mắt, dòng SL45 quy tụ được một số lượng nền tảng người dùng lớn, phát triển các bản vá firmware, các ứng dụng Java và thay đổi phần cứng, nâng cao chức năng của điện thoại. Rất nhiều người hâm mộ model này nói rằng không model nào có thể thay thế được SL45i (ngoại trừ bản gốc, hoặc SL42/45 với firmware của SL45i).
Chiếc điện thoại này thật sự có rất nhiều chức năng, đặc biệt khi so sánh với các máy khác trong thời gian ra mắt, mặc dù nó thiếu rất nhiều chức năng có thể nói là cơ bản cho điện thoại hiện đại ngày nay, như hiển thị màn hình màu, tích hợp máy ảnh, nhạc chuông đa âm hoặc kỹ thuật số hóa, Bluetooth và chức năng GPRS. Các mẫu điện thoại hiện đại hỗ trợ thẻ nhớ có thể kết nối trực tiếp vào máy tính qua cổng USB, hơn nhiều so với cổng serial của SL45; giới hạn này có thể loại bỏ bằng cách dùng đầu đọc thẻ nhớ.